# جيونج جا - أون
جيونج جا - أون (بالكورية: 정가은)‏ هي ممثلة كورية جنوبية وبائعة ملابس بالتجزئة. ولدت يوم 21 مايو 1978 في بوسان في كوريا الجنوبية.